# Casa Paladella (Gandesa)
La Casa Paladella és una obra de Gandesa (Terra Alta) inclosa a l'Inventari del Patrimoni Arquitectònic de Catalunya.

## Descripció
Ocupada per tres habitatges, de tres plantes amb portes i finestres amb balcó a la primera planta, allindades.
La façana és de carreus, molt massissa, que té dues parts de diferent tractament, estant la de l'angle més ben conservada amb ràfec de pedra, mentre que a l'altra, aquest és de fusta i el pis superior pujat posteriorment.